# 콘스탄티노스 켄데리스
콘스탄티노스 켄데리스(그리스어: Κωνσταντίνος Κεντέρης 콘스탄디노스 켄데리스[*], 1973년 7월 11일~)는 그리스의 전직 육상 선수로 주 종목은 단거리 달리기이다. 2000년 하계 올림픽 남자 200m에서 금메달을 획득했으며 뒤이어 2001년 세계 선수권 대회와 2002년 유럽 선수권 대회에서도 우승하면서 린퍼드 크리스티와 함께 올림픽, 세계 선수권 대회, 유럽 선수권 대회를 제패한 단 2명 뿐인 단거리 달리기 선수이다.
2000년 시드니 올림픽에서 우승하면서 그리스 육상 선수로는 104년 만에 올림픽 금메달을 획득했으며 2000년, 2001년, 2002년에 그리스 올해의 남자 스포츠 선수로 선정되었으며, 2001년과 2002년에 발칸 올해의 스포츠 선수로 선정되었다.